# Tribal (álbum)
Tribal es el cuarto álbum de estudio de la cantante irlandesa de rockabilly Imelda May, publicado el 25 de abril de 2014 por la discográfica Decca Records. 
Inicialmente pensado para ser lanzado en verano, se adelantó la fecha de aparición hasta abril de 2014. Tribal se grabó en los Livingston Studios de Londres con Mike Crossey como productor del álbum, que presenta en general tempos más veloces que los anteriores trabajos de Imelda May —aunque también incluye baladas, como «Gypsy in Me»—, habiendo llegado a ser comparado con la banda de psychobilly punk The Cramps y con artistas como The B-52s. De este trabajo se desprendieron dos sencillos: "It's Good to Be Alive" y "Wild Woman", ambos acompañados de sus respectivos videoclips.
En el momento de su publicación, Tribal recibió buenas críticas y consiguió posicionarse en varias listas de ventas internacionales, entre ellas Irlanda, donde debutó en el número uno. En Reino Unido alcanzó el puesto 3 y en Nueva Zelanda entró en el Top 20.

## Lista de canciones
| N.º | Título                  | Duración |  |
| 1.  | «Tribal»                | 2:59     |  |
| 2.  | «Wild Woman»            | 2:31     |  |
| 3.  | «It's Good to Be Alive» | 3:49     |  |
| 4.  | «Gypsy in Me»           | 4:34     |  |
| 5.  | «Little Pixie»          | 3:38     |  |
| 6.  | «Hellfire Club»         | 3:25     |  |
| 7.  | «Five Good Men»         | 2:41     |  |
| 8.  | «Ghost of Love»         | 3:39     |  |
| 9.  | «Wicked Way»            | 3:50     |  |
| 10. | «Round the Bend»        | 3:06     |  |
| 11. | «I Wanna Dance»         | 2:52     |  |
| 12. | «Right Amount of Wrong» | 3:15     |  |

| Deluxe edition bonus tracks |                            |          |  |
| N.º                         | Título                     | Duración |  |
| 13.                         | «Zombie Girl»              | 4:15     |  |
| 14.                         | «Amber Eyes»               | 2:29     |  |
| 15.                         | «Dreaming» (Ukulele track) | 2:50     |  |

## Posicionamiento en las listas
| Listas (2014)            | Posición |
| ------------------------ | -------- |
| Bélgica (Flandes)        | 172      |
| Bélgica (Valonia)        | 186      |
| Francia                  | 133      |
| Irish Albums Chart       | 1        |
| New Zealand Albums Chart | 17       |
| España                   | 81       |
| UK Albums Chart          | 3        |

## Componentes
Según se indica en el libreto del álbum:
| The Imelda May Band - Imelda May - Darrel Higham - Al Gare - Steve Rushton - Dave Priseman | Técnicos - Mike Crossey – producción, programación - Imelda May – producción - Jonathan Gilmore – ingeniero de sonido - Graham Dominey – ingeniero - Guy Davie – masterización Diseño - Stylorouge – dirección artística, diseño - Barry McCall – fotografía - Rob O'Connor – fotografía |